# 中曽根裁定
中曽根裁定（なかそねさいてい）は、1987年（昭和62年）10月20日に行われた日本の自由民主党の党首である総裁の選挙において、現総裁（内閣総理大臣）の中曽根康弘が、党幹事長の竹下登を次期総裁に指名したことである。

## 経緯
中曽根総裁の2期目の任期は本来1986年9月に満了することになっており、当時の総裁は3選が禁止されていたことから、いわゆる「ポスト中曽根」として次期総裁に誰が就くかが政界の焦点となっていた。ところが、直前の7月の衆参同日選挙で自民党が圧勝したため、その功績に報いて中曽根の3選を認め、さらに2年間総裁を務めさせるべきとする声が党内から上がった。しかし、世代交代を望む金丸信らの働きかけにより、中曽根総裁の任期を特例として1年のみ延長することで妥協がまとまり、両院議員総会の全会一致で延長を決定した。

### ニューリーダー
| 安倍晋太郎                                           | 竹下登                                                | 宮澤喜一                                          |
|                                                      |                                                       |                                                   |
| 衆議院議員 （10期・山口1区） 党総務会長（1986-現職） | 衆議院議員 （11期・島根全県区） 党幹事長（1986-現職） | 衆議院議員 （8期・広島3区） 大蔵大臣（1986-現職） |
| 清和会 （安倍晋太郎派）                              | 経世会 （竹下登派）                                   | 宏池会 （宮澤喜一派）                             |
| 山口県                                               | 島根県                                                | 広島県                                            |

ポスト中曽根の「ニューリーダー」として党総務会長の安倍晋太郎、党幹事長の竹下登、大蔵大臣の宮澤喜一（安竹宮）が次期総裁に意欲を示していた。
当初は福田派のプリンスとして名を鳴らし、1986年には派閥領袖（清和会会長）となっていた安倍が、ポスト中曽根選びにおいて、竹下より有利とされていた。初当選が同じ安倍と竹下の間には、安竹同盟とも呼ばれる親友関係があり、安倍は竹下の支援を受けるとも目されていた。
1987年5月14日、田中派の総会で派閥の会長をしていた前副総裁の二階堂進が突然総裁選への出馬を表明。このとき二階堂は78歳の老齢であり、安竹宮ニューリーダー3人による世代交代選挙か、と言われていたものが様相一変。永田町全体に衝撃が走った。二階堂は病気療養中だった田中角栄の私邸で田中と実際に会っているところを田中眞紀子に写真に撮らせ、マスコミに発表した。田中派内では連日のように候補者一本化に向けた話し合いが持たれたが、竹下擁立派と非竹下派の溝はなかなか埋まらなかった。
同年7月4日、竹下は田中派の多くの議員を率いて経世会（竹下派）を自ら旗揚げし、田中派からの独立を正式に果たした。竹下は一躍、党内最大派閥の長となった。
宮澤喜一は、既に1985年に鈴木善幸から宏池会を禅譲されていた。三人の中では宮澤が最高齢でもあり、当然、総裁を目指さないわけには行かなかった。このほか、河本派会長で前回の総裁予備選2位の河本敏夫は、自らがオーナーである三光汽船の経営破綻により求心力を失っていたため出馬しなかった。中曽根派は、渡辺美智雄が後継者として有力視されていたものの派内を掌握しきれておらず、派として後継候補を擁立する状況になかった。

### 話し合いによる候補者一本化
同年10月2日、安倍が総裁選出馬表明。10月3日、宮澤が出馬表明。10月5日、竹下が出馬表明。
同年10月7日、ホテルオークラで自民党最高顧問懇談会が開かれ、二階堂は福田赳夫、鈴木善幸両元首相から「政局安定」を理由に自重を促された。かつ当時立候補に必要であった国会議員50人の推薦人が集まらなかったことから、二階堂は告示を目前にして出馬を断念した。これにより、候補が4人以上の場合に行うと規定されていた予備選が実施される可能性は消滅した。したがって、一回目から党所属国会議員による投票が行われるか、話し合いにより候補者が一本化され無投票となるかのいずれかに絞られたが、どちらになるにせよ、発言力を残したまま退任する現職総裁の中曽根の意向が注目されることとなった。
同年10月8日、総裁選が告示される。禅譲によって影響力を残したい中曽根は、安竹の親友関係や角福戦争の後遺症に目を付け、安竹連合による選挙の実施を阻止するため、様々な情報を出して撹乱し、総裁選挙の実施を阻んだ。3候補の中では、議員票で劣る宮澤だけが話し合いに積極的であった。最大派閥の長である竹下が話し合いを受け入れた際には、竹下支持グループの小沢一郎らが「票数で勝るのになぜ話し合いを受け入れる」と公選を強硬に主張した。しかし、三角大福中時代の熾烈な党内抗争に辟易としていた安竹宮3人は、話し合いによる後継総裁決定を模索する。
安竹宮3人による話し合いは10月10日から6回行われたが、調整は最後までうまくいかなった。投票期限の10月19日、「候補者一本化を総裁に一任する」との報告が総裁・四役会議に出される。中曽根は調停役を引き受け、3人は候補辞退届を提出した。自民党の歴史の中で、「後継指名」や「裁定」の形をとったことは何度かあるものの（池田による佐藤指名、及び椎名裁定による三木指名）、有力候補が揃って退任間際の総裁に、自らへの指名を期待して裁定を仰ぐという異例な事態は、中曽根の巧みさとともに、ニューリーダーの「ひ弱さ」を印象づけることにもなった。中曽根は党本部の総裁室で福田赳夫、鈴木善幸、二階堂進の意見を個別に聞き、選考作業をすすめた。
10月20日午前0時、中曽根は党四役を総理官邸に呼び、選考結果を伝達した。同日午前0時25分、党本部の総裁応接室に待機する3人に対し、伊東正義政調会長が、中曽根が書いた「自民党総裁候補の指名について」という文書を読み上げた。指名されたのは竹下幹事長であった。中曽根は自らの延長任期中に廃案に追い込まれた「新型間接税」（消費税）の導入と、9月に開腹手術を受けた昭和天皇に近い将来予測された崩御に対応できる人物であるべきことを考慮したとされる（一説には、ポスト中曽根争いの際に竹下と安倍が口論になり、話し合いの末、「竹下総裁－安倍幹事長、ポスト竹下に安倍」と竹下に約束させたと言われているが、安倍晋三ら安倍側の関係者は否定している）。
中曽根の後継指名は極秘裏に進められ、かつ様々な煙幕を張っていたために、憶測が乱れ飛んだ。特に意図的にか、事前に裁定文の1枚目が漏れ、そこに「国際関係が重要である」といった趣旨のことが書かれていたため、外交経験が少ない竹下ではなく、安倍・宮澤が有力なのではないかといった予想が飛び交った。時事通信は「安倍総理誕生」と誤報を打った。また、総裁選挙の可能性が取りざたされていた頃、『ニュースステーション』は独自の総裁選シミュレーションを行ない、安倍総務会長が竹下、宮澤を抑え第12代自民党総裁に選出すると予測したりした。
先述の通り、公選実施による主戦論を唱えるメンバーが多かったのは安倍派も同様で、裁定が下された直後の安倍派の打ち上げでは、先輩政治家たちがお通夜のように静まりかえる中、遅れて料理屋に入ってきた安倍に対して、小泉純一郎はいきなり卓をダーンと叩き、「だからあんた、甘いんだよーッ!」と怒鳴りつけたという。あまりの剣幕に周囲は唖然として声もなく、安倍はただ黙って苦笑いするしかなかったと、同席した平沼赳夫は述懐している。

## 1987年自由民主党総裁選挙

### 選挙活動

#### 候補者
| 竹下登                                                  |
|                                                         |
| 衆議院議員 （11期・島根県全県区） 党幹事長（1986-1987） |
| 経世会 （竹下登派）                                     |
| 島根県                                                  |

### 選挙結果
無投票。

## 竹下内閣成立後
裁定の結果、安竹宮3派と中曽根派、更に竹下と良好な関係にあった河本派の主要5大派閥は主流派となり、竹下内閣は自民党政権ではじめての非主流派の閣僚がいない内閣となった。
1988年6月から発覚・報道され始めたリクルート事件では、安倍晋太郎幹事長・渡邉美智雄政調会長および宮澤喜一大蔵大臣（いずれも当時）も未公開株を譲り受けていたことなどが報道されたため、彼らは全員、ポスト竹下から後退することとなった。ポスト竹下は宇野宗佑、その次は海部俊樹となった。その海部は中曽根裁定について、結局安倍が弱気になり竹下に譲る形で降りたという見立てをしている。
1991年5月15日、安倍はついにその機をつかむことなく病没したため、結果として中曽根裁定が安倍の総理総裁への道を閉ざした形となった。